# جاي لويس كوميسكي
جاي لويس كوميسكي (بالإنجليزية: J. Louis Comiskey)‏ هو لاعب كرة قاعدة أمريكي، ولد في 12 أغسطس 1885، وتوفي في 18 يوليو 1939.